# Dimitrie Cioloca
Dimitrie Cioloca (n. 18 decembrie 1874, Șipet, Tormac, Țările Coroanei Sfântului Ștefan, România – d. 18 ianuarie 1963, Caransebeș, Caraș-Severin, România) a fost un teolog și folclorist român.

## Educația
După ce a făcut gimnaziul la Timișoara, acesta face Facultatea de Teologie la Cernăuți, loc unde își obține doctoratul în 1905 și Facultatea de Filosofie, pe care o absolvește în 1903.

## Activitate
Dimitrie Cioloca a ocupat diferite funcții administrative în cadrul Bisericii, iar apoi a devenit referent școlar la Consistoriul din Caransebeș (1905-1909). Acesta a fost profesor de Noul Testament, Morală și Pastorală la Institutul Teologic - devenit apoi Academie - din Caransebeș (1908-1938), profesor de limba germană la liceul din Caransebeș, diacon în 1916 și preot în 1930. Publicist fecund, a scris în numeroase ziare ale vremii. S-a mai remarcat de asemenea ca folclorist și, mai ales, colecționar de documente și carte veche, biblioteca sa fiind donată Academiei Române.

## Publicații
- Virtutea teologică a credinței, Cernăuți, 1925, 94 p. (extras din Candela, an.  XXXV și XXXVI, 1924 și 1925),
- A reeditat colecția de Predici pentru toate duminecile anului bisericesc a lui Teodor Tarnavschi și Emilian Voiutschi, 3 vol., Caransebeș, 1909-1911, 353 + 323 + 388 p.
- Cântece din război. I. Vitejești,  Caransebeș, 1915, 96 p.
- Cântece din război. II. Dor și jale, Caransebeș, 1916, 96 p.
- Povești din Banat, Caransebeș, 1924 (după un manuscris al lui Iuliu losif Olariu)
- Biblioteca protopopului Mehadiei Nicolae Stoica de Hațeg la 1821, în Altarul Banatului, 1945

A avut de asemenea colaborări cu:
- Foaia Diecezană, Caransebeș
- Telegraful Român, Sibiu
- Drapelul, Lugoj
- Românul, Arad
- Dreptatea, Timișoara
- Poporul Român, Budapesta etc.